# Mecheria
Mecheria is een stadje in de provincie Naama, in het Atlasgebergte en is de hoofdstad van het Mécheria District. Deze stad wordt beschouwd als een van de kruispunten die het zuiden van Algerije verbindt met de Oranie streek en heeft een luchthaven en een luchtmachtbasis.